# گورگن باغداساریان
گورگن نیکولی باغداساریان (ارمنی: Գուրգեն Նիկոլի Բաղդասարյան؛ زادهٔ ۱۳ اوت ۱۹۷۷ در ایروان) سیاست‌مدار اهل ارمنستان است؛ که از تاریخ ۱۴ ژانویه ۲۰۱۹ نماینده دوره هفتم مجلس ملی جمهوری ارمنستان از حوزه‌های انتخابیه آوان، نور نورک، کاناکر زیتون ایروان می‌باشد.  باغداساریان عضو حزب ارمنستان روشن می‌باشد

## زندگی‌نامه
وی در ۱۳ اوت ۱۹۷۷ در ایروان به دنیا آمد و از دانشگاه دولتی ایروان فارغ‌التحصیل گشت. 
```
‏
```